# Erito
Erito (Erilo) ist eine osttimoresische Aldeia im Suco Gugleur (Verwaltungsamt Maubara, Gemeinde Liquiçá). 2015 lebten in der Aldeia 118 Menschen.

## Geographie
Erito liegt im Nordosten des Sucos Gugleur ein. Nordwestlich befindet sich die Aldeia Lauvou, südwestlich die Aldeia Vatumori und südöstlich die Aldeia Lissa-Lara. Im Nordosten bildet der Mantaro, ein Quellfluss des Marae, die Grenze zu den Sucos Vaviquinia und Maubaralissa.
Im Osten der Aldeia befindet sich das Dorf Erito.

## Politik
2023 wurde Marcal dos Santos zum Chefe de Aldeia gewählt.